# Ural (silnice)

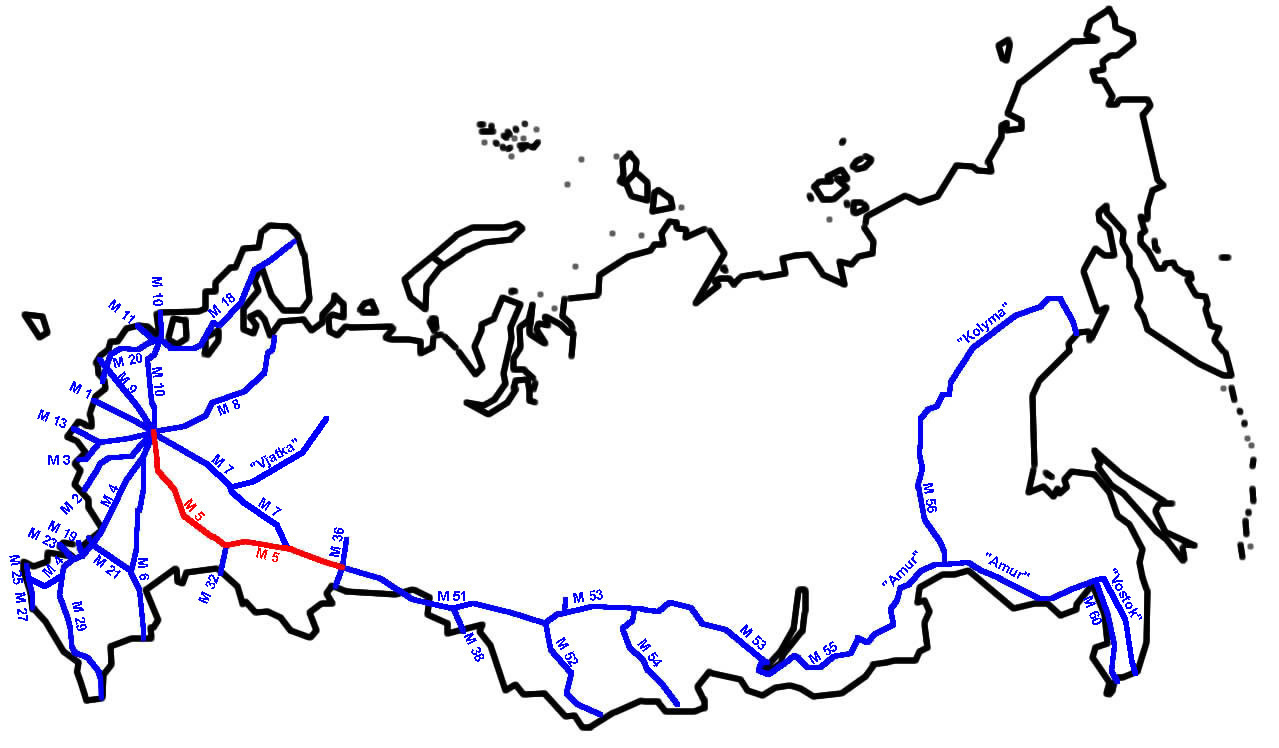
Silnice Ural (vyznačena červeně)

Dálnice Ural (rusky Федеральная автомобильная дорога М-5 «Ural», Federální silnice M-5 „Ural“) je ruská dálnice federálního významu, která spojuje města Moskva–Samara–Čeljabinsk. Délka dálnice je 1 879 kilometrů. Dálnice Ural je součástí evropské silniční sítě E30 a asijské silnice AH6. 

## Trasa
Dálnice začíná na křižovatce Moskevského dálničního okruhu u Volgogradského prospektu. Dále vede jihovýchodním směrem po území Moskevské oblasti, prochází jihozápadním okrajem města Ljubercy, přes města Bronnicy, Kolomnu, Luchovicy. Na území města Kolomna přetíná řeku Oku.
Dále dálnice prochází územím Rjazaňské oblasti jihovýchodním a východním směrem, míjí město Rybnoje, vyhýbá se obchvatem po západním a jižním okraji Rjazani, vede přes město Šack.
Dále vede přes území Mordvinska jihovýchodním směrem, přes města Umjot a Zubova Poljana.
Poté prochází východním a jihovýchodním směrem přes území Penzenské oblasti přes město Spassk, obchvatem míjí město Nižnij Lomov a vede přes obce Mokšan a Ramzaj. Obchvatem míjí severní okraj města Penza, dále severní okraj města Zarečnyj a jižní okraj města Kuzněck.
Dále trasa vede východním směrem přes území Uljanovské oblasti.
Silnice pokračuje přes Samarskou oblast východním směrem, probíhá severním okrajem města Syzraň a severně od města Okťabrsk a dále – podél břehu Saratovské přehrady – prochází severním směrem přes město Žiguljovsk, hráz Žiguljovské vodní elektrárny, přes Komsomolský rajón města Togliatti, stáčí se na východ, poté na jihovýchod, probíhá severně nedaleko města Samary a severně od Samary na křižovatce nedaleko od Novosjemjejkyna se stáčí na severovýchod, a poté postupně na východ.
Dále vede trasa severovýchodním směrem přes území Orenburské oblasti a republiky Tatarstán a východním směrem přes území republiky Baškortostán a prochází jižním okrajem města Okťabrskij a města Ufa.
Dále silnice prochází přes území Čeljabinské oblasti východním, severovýchodním a jihovýchodním směrem. Na odbočce na Kropačovo odbočuje mnoho automobilů, které jedou do Jekatěrinburgu. Následuje krátký úsek, který teritoriálně patří k Baškortostánu. Poté cesta vede jižním okrajem města Usť-Katav, severně od města Jurjuzaň, jižně od měst Satka, Zlatoust, Miass, Čebarkul a končí v Čeljabinsku.
Poté přechází v silnici M51 – na Omsk, Novosibirsk, Krasnojarsk a Irkutsk.

## Horská část silnice
Nejnebezpečnější částí trasy je východní část silnice, která prochází přes území Čeljabinské oblasti: na tomto úseku každý rok zahyne více než 50 lidí a více než 200 lidí je zraněno. Šířka vozovky je jeden až tři jízdní pruhy v každém směru a nejsou odděleny dělicím pásem, pouze zátarasy. 84 % celkové délky úseku neodpovídá normám. V médiích je tento úsek často označován jako „silnice smrti“.